# Miagrammopes maigsieus
Miagrammopes maigsieus là một loài nhện trong họ Uloboridae.
Loài này thuộc chi Miagrammopes. Miagrammopes maigsieus được Alberto Barrion & James A. Litsinger miêu tả năm 1995.